# Maria Pinnone
Maria Pinnone, née le 3 janvier 1954 à Rome et morte le 7 septembre 1993, est un mannequin italien ayant été couronné Miss Italie en 1971.